# Mocidade Independente da Raiz
Mocidade Independente da Raiz é uma escola de samba de Manaus, Amazonas. Representa o bairro da Raiz, na Zona Sul da cidade.
Foi fundada em 1998 e em 2003 homenageava o clube Nacional FC, o time "azulino" do Amazonas. Seu primeiro presidente foi Alex Uchôa.

## História
Em 2015 ficou em 5° lugar com o enredo "A coruja no País do  Futebol é samba, folia e carnaval".
Em 2014 foi a avenida com enredo "O mundo encantado de Walt Disney" ficando em 2° lugar.
Em 2012, apresentou o enredo "Da Oliveira Navegação ao Porto Chibatão".
Em 2011 homenageou a cidade de São Gabriel da Cachoeira, localizada no Alto Rio Negro, no Estado do Amazonas. A escola foi bem pontuada, ficando em 3o. Lugar no Grupo de Acesso, dentre as 12 concorrentes. No ano seguinte, abordou a história de diversos personagens com o nome Joaquim, desde o avô de Jesus Cristo. Nesse ano, obteve a sexta e última colocação do Grupo de Acesso A.

## Segmentos

### Presidentes
| Nome        | Mandato | Ref.  |
| ----------- | ------- | ----- |
| Gecil Uchôa | ? - ?   | [ 2 ] |

### Diretores
| Ano  | Diretor de Carnaval | Diretor de harmonia | Mestre de bateria | Ref.  |
| ---- | ------------------- | ------------------- | ----------------- | ----- |
| 2012 | Alex Uchôa          |                     | Luã Costa         | [ 2 ] |
| 2015 | Alex                |                     | Gil               |       |

## Carnavais
| Ano                                                                                | Colocação    | Grupo        | Enredo | Carnavalesco | Intérprete   | Ref          |
| ---------------------------------------------------------------------------------- | ------------ | ------------ | --- | ------------ | ------------ | ------------ |
| 2008                                                                               | 3º lugar     | B            | Hélio Marques: Esta é a sua História                                                                                  |              |              |              |
| 2009                                                                               | 7º lugar     | A            | Da Oliveira Navegação ao Porto Chibatão                                                                               |              |              |              |
| 2010                                                                               | Vice-Campeã  | A            | De Manaos a Manaus 340 Anos                                                                                           |              |              |              |
| 2011                                                                               | 3º lugar     | Acesso       | São Gabriel da Cachoeira - Sua Saga, Sua História... Compositores: Iomar Japonês, Daniel Sales, Goutier               |              |              |              |
| 2012                                                                               | 6º lugar     | Acesso A     | A Saga dos Joaquins Pelo Mundo Compositor: Paulo Onça                                                                 |              |              | [ 3 ] [ 2 ]  |
| 2013                                                                               | Vice-Campeã  | Acesso B     | Ricardo Miranda, Coração de Leão Compositores: Iomar Japonês, Aôr, Daniel Sales, Marco Almeida, Biro-Biro, Brenner LP |              |              |              |
| 2014                                                                               | Vice-Campeã  | Acesso B     | O mundo de Walt Disney Compositores: Iomar Japonês, Aôr, Daniel Sales, Marco Almeida, Biro-Biro, Brenner LP           |              |              |              |
| 2015                                                                               | 5º lugar     | Acesso B     | A Coruja no país do futebol é samba folia e carnaval                                                                  |              |              |              |
| 2016                                                                               | 5º lugar     | Acesso B     | Mocidade Independente da Raiz exalta os grandes carnavais de Andanças de Ciganos                                      |              |              |              |
| 2017                                                                               | Não desfilou | Não desfilou | Não desfilou | Não desfilou | Não desfilou | Não desfilou |
| 2018                                                                               |              | Acesso B     | A História de Heroldo Linhares, um guerreiro                                                                          |              |              |              |
| 2019                                                                               | 5° lugar     | Acesso B     | Balada na Floresta, os Animais estão em Festa                                                                         |              |              |              |
| 2020                                                                               | Campeã       | Acesso B     | Amazônia – Encantos e Magia                                                                                           |              |              |              |
| Devido à pandemia do novo Coronavírus, não houve carnaval nos anos de 2021 e 2022. |              |              | |              |              |              |
| 2023                                                                               | 9º lugar     | Acesso A     | Noites do Oriente |              |              |              |
| 2024                                                                               |              | Acesso B     | |              |              |              |